# Fynbosvechtkwartel
De fynbosvechtkwartel (Turnix hottentottus) is een vogel uit de familie Turnicidae (Vechtkwartels). Het is een bedreigde, endemische vogelsoort in de bergen van Zuid-Afrika. De vogel werd in 1815 door Coenraad Jacob Temminck geldig beschreven. De Afrikaanse naam is Kaapse kwarteltjie.

## Kenmerken
Deze vechtkwartel is 14 tot 16 cm lang. Het is een kleine, voor een vechtkwartel relatief donkere vogel, met een slanke snavel. Het vrouwtje heeft
een licht oranjebruin "gezicht" en keel. De flanken hebben donkere strepen. Van boven is de vogel bruin met donkere vlekjes. Het mannetje is op keel, borst en buik dwarsgestreept. De ogen zijn geel tot bleekbruin en de poten zijn donker vleeskleurig.

## Verspreiding en leefgebied
Deze soort is endemisch in de provincie West-Kaap van Zuid-Afrika van Kaapstad tot aan de grens met Oost-Kaap. Het leefgebied bestaat uit bergachtig terrein met fynbos en kustgebieden (strandveld).

## Status
De fynbosvechtkwartel heeft een beperkt verspreidingsgebied en daardoor is de kans op uitsterven aanwezig. De grootte van de populatie werd in 2016 door BirdLife International geschat op 250 tot 1000 volwassen individuen en de populatie-aantallen nemen af door habitatverlies. Het leefgebied hoger in de bergen is nog redelijk beschermd, maar in lager gelegen gebieden wordt het aangetast door ontbossing waarbij natuurlijk bos wordt omgezet in gebied voor agrarisch gebruik en stadsuitbreiding. Mogelijk is de vogel ook gevoelig voor klimaatverandering. In 2022 werd de populatiegrootte veel groter ingeschat dan voorheen, namelijk tussen de 22.248 en 88.553 individuen. Om deze reden staat deze soort als niet bedreigd op de Rode Lijst van de IUCN.